# ウィックロー山地
ウィックロー山地（ウィックローさんち、愛: Sléibhte Chill Mhantáin、英: Wicklow Mountains）は、アイルランドの首都ダブリンの南に広がる国内で最も広い山地である。最高峰はラグナキリア山（926m）、ほかにキッピュア山（754m）がある。山地からはスランレー川が南へ流れ、ウェックスフォードでアイルランド海（セントジョージズ海峡）に注いでいる。

## 概要
この山地は同名のウィックロー県の県央部を占め、県境を越えてダブリン県、ウェックスフォード県、カーロウ県に広がる。ダブリン県民は「ダブリン山地（愛: Sléibhte Bhaile Átha Cliath、英: Dublin Mountains）」と愛称する。

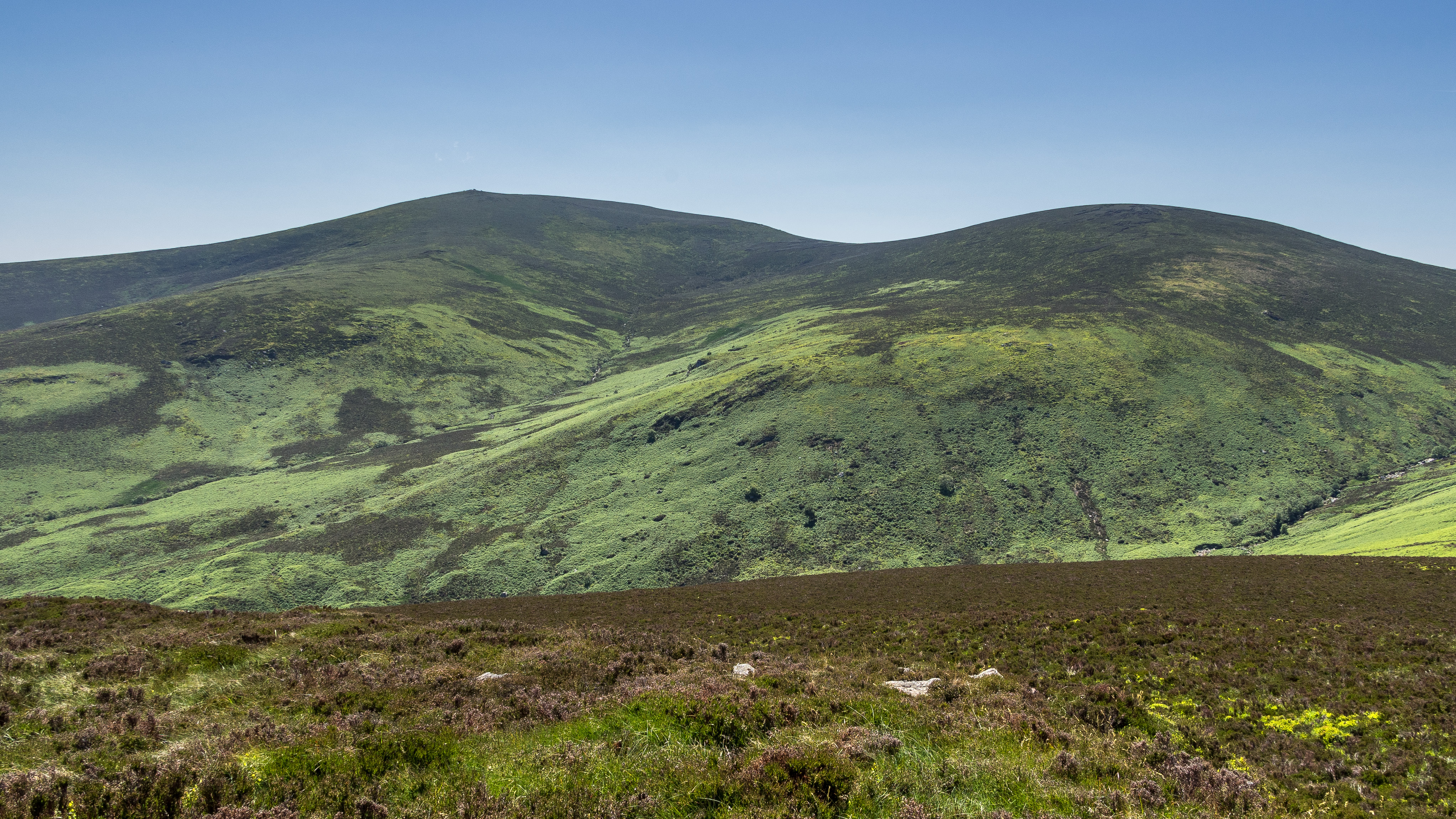
（左）雲母片岩のジョウス山は標高728m。（右）対照的に頂上が丸みを帯びたウォーヒル山は花崗岩でできている。

山体は花崗岩を雲母-結晶片岩やさらに古い珪岩の岩盤が包みこむ。デボン紀初期のカレドニア造山運動により隆起し、レンスター山塊というイギリス本島とアイルランド島で最大の花崗岩質の地域の一部をなす。その地誌は第4氷期に形づくられた割合が多く、渓谷を刻み圏谷と帯状の湖沼群を残した。かつては鉱業も盛んで銅、鉛を産し、18世紀初頭にごく短期間、金を求めてゴールドラッシュに沸いたこともある。

キッピュア山東面の圏谷に水をたたえる双子のブレイ湖。

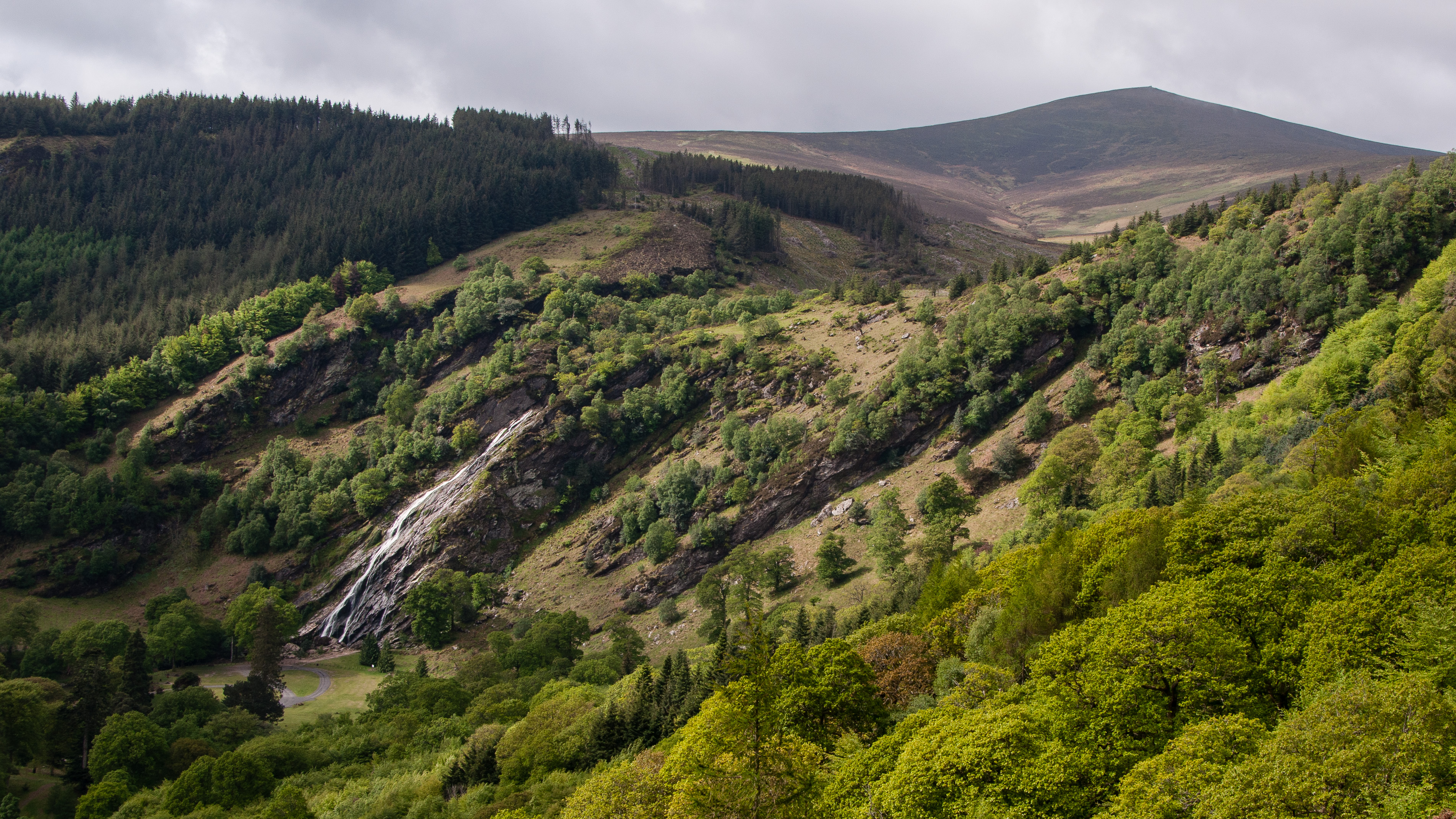
パワースカウトの滝はアイルランドでもっとも落差が大きい。

この山地はアイルランドで最も標高が高い（121m）水源からリフィー川、スランレー川、アヴォカ川が流れ下り、またパワースカウトの滝からダーグル川をたどる川辺などの景観をもたらす。ダブリンとその周辺の住民に配る飲用水用に貯水池の整備が進む。

周辺の地図（フランス語）

## 気候
ウィックロー山地の一帯は海洋性温帯気候にめぐまれ、夏季は温暖で湿潤、冬季は寒冷で湿潤である。主な植生はそれを反映し標高があがるブランケット泥炭地 からヒース、高地性の草原へと移り変わる。動物層を見ると多くの鳥類がくらしコチョウゲンボウやハイイロチュウヒが観察できる。渓谷部には針葉樹林と広葉樹林、混生する森がある。

## 歴史

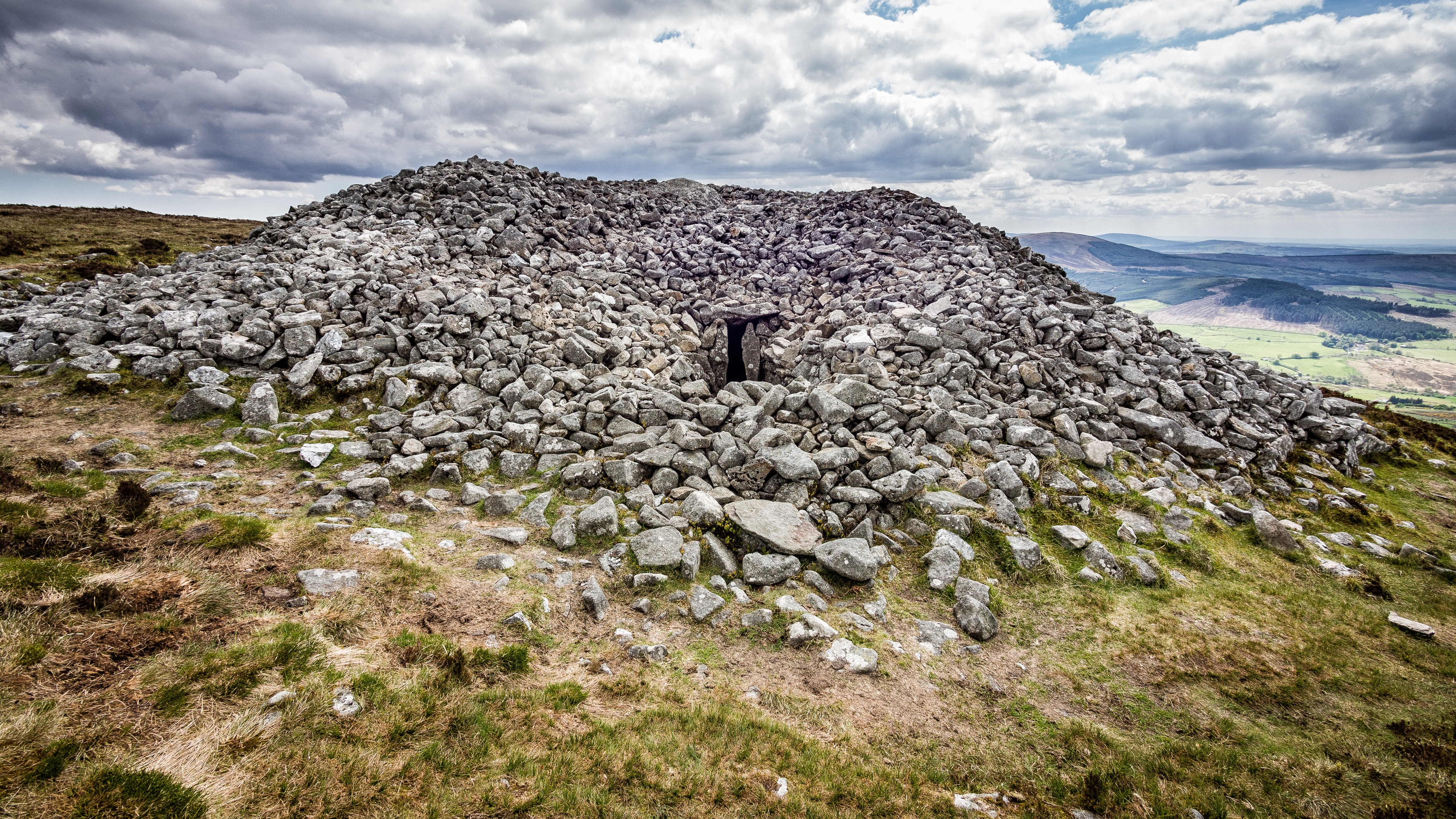
峠に残る新石器時代の墳墓

この山地に人類が暮らした痕跡は新石器時代からあり、なかでも一群の古墳が現代まで残っている。6世紀後半にはグレンダロッホに聖ケルヴィンという隠者を囲む修道院群が礎を置き、アイルランドのキリスト教布教の早い時代の中心のひとつであった。12世紀にはノルマン人の侵攻から人々がこの山地に逃げこみ、イングランド支配に抵抗する氏族が本拠とした。なかにはオブライエン家あるいはオトゥール家など、入植者に対して500年にもわたり敵対的な行動を続けた家門もある。
またアイルランド蜂起（1798年）の時期には反乱軍がこの山地に暮らし、イングランド政府は1800年から1809年に軍用道路（現在のR115）を開いて派兵しやすくすると、抵抗勢力の反撃をそいだ。産業革命のもたらした観光ブームに乗って、グレンダロッホは古代からの遺構と自然景観を求める人々を魅了した。

## 自然環境
観光とアウトドア目的で多くの人々がウィックロー山地を目指す。山頂から高原部までは国内法で全域が特別保護区に指定され、また欧州連合の法律も鳥類の重要な生息地として特別自然保護区の規制をかける。1991年にはウィックロー山地国立公園が制定され、景観および生物多様性の保全を行う。

## 地名の由来
今でこそ県の名前を冠した山地だが、県の名前も市の名前に由来しており、古ノルド語の「Wykynglo」または「Wykinlo」に起源がある。アイルランド語の名前は「マンタンの教会」を意味する「Cill Mhantáin」 といい、アイルランドにキリスト教を広めたパトリキウスの弟子のひとりを指す。
ウィックロー県が行政単位となるのは1606年からで、それ以前はダブリン県に属した。ダブリンにいたイングランドの官吏はこの一帯を「レンスター山地」と記している。
古語では山地全体を「Cualu（クアラ）」と呼んだ。東寄りのグレート・シュガー・ローフ山は「Ó Cualann（クアラのこぶ）」である。
地域の氏族が名付けた歴史的な地名も散見される。ウィックロー山地北麓からダブリン南郊の古名は「クアラン」または「Fir Chualann（クアラに属する者たち）」、英語化して「Fercullen」と呼ばれ、イマール谷は古代の王族イマールの名をとどめる。また豪族オブライエンの遠縁の領地グレンマルールはかつて家名を指す「Gaval-Rannall」（英語化：Ranelagh）と称した。

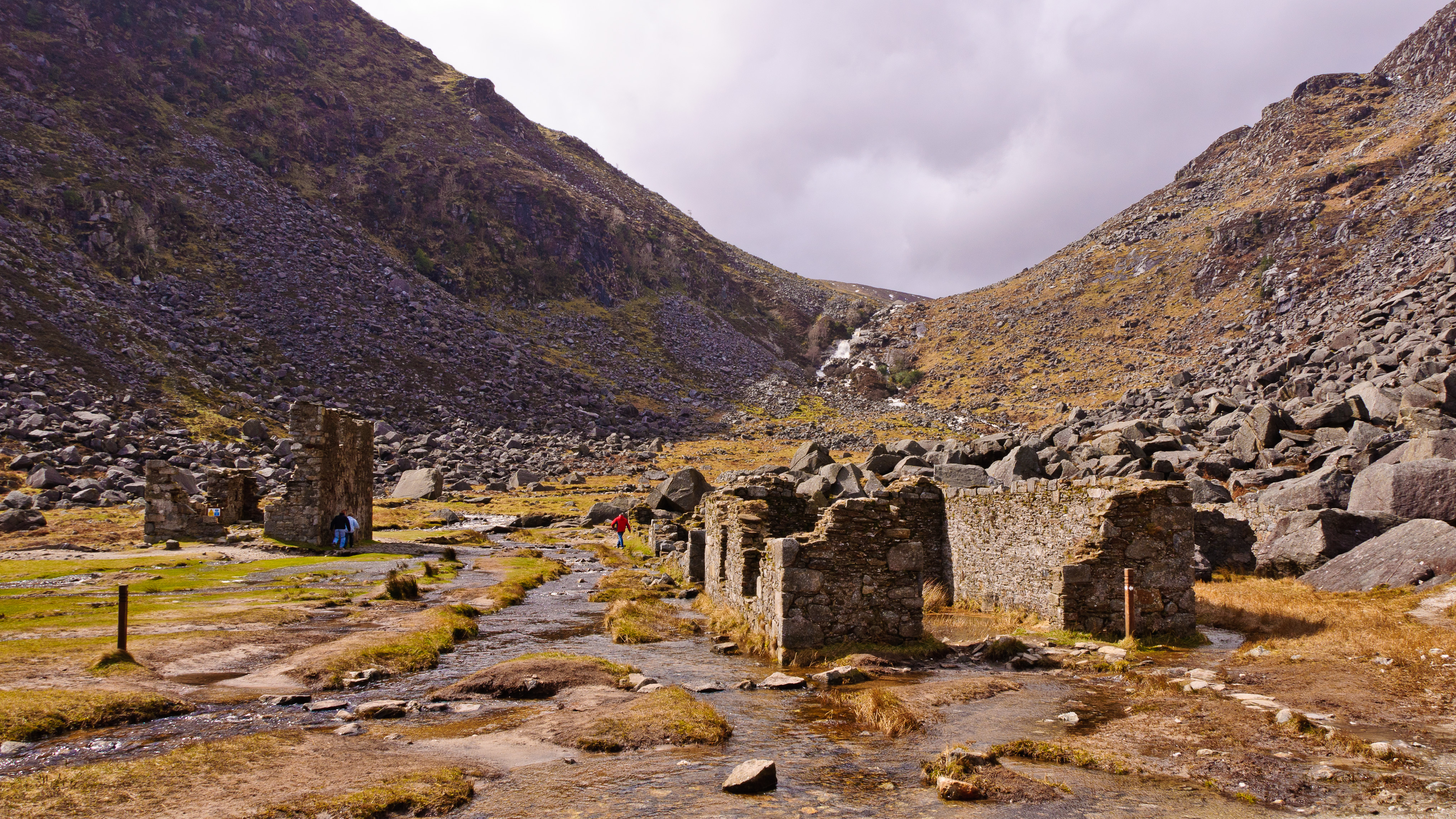
鉱山町の跡（グレンダロッホ）

ウィックロー山地はアイルランド語の「赤い山地」を意味する「Sliabh Ruadh」と呼ばれた時期もある。

## 関連資料
- Aalen, F.H.A. ; Kevin Whelan ; Matthew Stout (共編) Atlas of the Irish rural landscape、Cork University Press。アイルランド国内の歴史地誌。初版と改訂版で地誌の対象地が変わっている。
  - 初版、1997年。ISBN 1859180957、NCID BA38485540。全352頁。
  - 改訂第2版、2011年。ISBN 9781859184592、NCID BB08998747。全422頁、カナダを含む。